# Al hanissim
Al Hanissim ou Vǝal Hanissim (hébreu : [ו]עַל הַנִסִּים, « [et] pour les miracles ») est un ajout à la bénédiction de grâce (he) et les bénédictions après le repas lors des fêtes de reconnaissance (Hanoucca, Pourim et, dans certaines branches du sionisme religieux, Yom Haʿatzmaout).
L’ajout commence par un paragraphe dont l’incipit est al hanissim, suivi d’un paragraphe propre à chaque fête, décrivant brièvement les événements du jour célébré. La Tossefta, recueil de lois « complémentaires » à la Mishna, prescrit d’ajouter aux trois offices de prières quotidiens « le genre d’événement (meʿein hameʿora) … pour les jours où il n’y a pas d’office de prière supplémentaire comme Hanoucca et Pourim » et qui l’oublie, ne doit pas recommencer la prière, contrairement aux ajouts pour les fêtes instituées dans les cinq livres de Moïse (t. Berakhot 3:14). La Tossefta ne précise cependant pas plus la formulation que les Talmuds, et le premier à mentionner le nom d’Al hanissim est le rabbin Aha de Shbaha (en) dans ses She'iltot (en) tandis que les premières versions se trouvent dans le Seder (rituel) d’Amram Gaon et celui de Saadia Gaon.
La Tossefta n’ayant pas limité la récitation en ces jours, divers rabbins considérant les victoires d’Israël lors de sa guerre d’indépendance comme un miracle, ont recommandé sa récitation à Yom Haʿatzmaout et y sont, pour certains, allés de leur plume, le premier étant le rabbin Ezra Sion Melamed (en). L’usage ne s’est cependant pas répandu à toutes les communautés juives (beaucoup d’ultra-orthodoxes contestent le fait et quelques-uns y voient l’un des plus grands malheurs modernes) et il n’existe pas de texte standard. 
Pour Hanoucca et Pourim, celui du rituel orthodoxe ashkénaze est le suivant:
| Hébreu                                                                                          | Français |
| Paragraphe commun:                                                                              | Paragraphe commun: |
| ----------------------------------------------------------------------------------------------- | --- |
| וְ)עַל הַנִּסִּים וְעַל הַפֻּרְקָן וְעַל הַגְּבוּרוֹת וְעַל הַתְּשׁוּעוֹת וְעַל הַמִּלְחָמוֹת)                                       | [Nous te sommes aussi reconnaissants] pour les miracles, la rédemption, les haut-faits, les actes salvateurs, les merveilles, les consolations et les batailles       |
| שֶׁעָשִֽׂיתָ לַאֲבוֹתֵֽינוּ בַּיָּמִים הָהֵם בִּזְּמַן הַזֶּה                                                               | que Tu as faits pour nos pères en ces jours [et] en ce temps. |
| À Hanoucca:                                                                                     | |
| בִּימֵי מַתִּתְיָֽהוּ בֶּן יוֹחָנָן כֹּהֵן גָּדוֹל חַשְׁמוֹנָאִי וּבָנָיו                                                     | Au temps de Mattathias l'Hasmonéen fils de Yohanan le Grand-Prêtre et de ses fils,                                                                                    |
| כְּשֶׁעָמְדָה מַלְכוּת יָוָן הָרְשָׁעָה עַל־עַמְּךָ יִשְׂרָאֵל לְהַשְׁכִּיחָם תּוֹרָתֶֽךָ וּלְהַעֲבִירָם מֵחֻקֵּי רְצוֹנֶֽךָ                           | lorsque la mauvaise royauté hellénique s'est élevée contre Ton peuple d'Israël pour leur faire oublier Ta Torah et leur faire transgresser les statuts de Ta volonté, |
| וְאַתָּה בְּרַחֲמֶֽיךָ הָרַבִּים עָמַֽדְתָּ לָהֶם בְּעֵת צָרָתָם                                                             | Tu T'es alors levé pour eux dans leur détresse, |
| רַֽבְתָּ אֶת־רִיבָם דַּֽנְתָּ אֶת־דִּינָם נָקַֽמְתָּ אֶת־נִקְמָתָם                                                           | Tu as pris leur défense, jugé leur procès, vengé leur vengeance, |
| מָסַֽרְתָּ גִבּוֹרִים בְּיַד חַלָּשִׁים וְרַבִּים בְּיַד מְעַטִּים                                                           | livré les forts aux mains des faibles, les majoritaires aux mains des minoritaires,                                                                                   |
| וּטְמֵאִים בְּיַד טְהוֹרִים וּרְשָׁעִים בְּיַד צַדִּיקִים וְזֵדִים בְּיַד עוֹסְקֵי תוֹרָתֶֽךָ                                       | les impurs aux mains des purs, les méchants aux mains des justes, les orgueilleux aux mains de ceux qui s'occupent de Ta Torah.                                       |
| וּלְךָ עָשִֽׂיתָ שֵׁם גָּדוֹל וְקָדוֹשׁ בְּעוֹלָמֶֽךָ                                                                   | Tu T'es fait un grand et saint Nom dans Ton monde, |
| וּלְעַמְּךָ יִשְׂרָאֵל עָשִֽׂיתָ תְּשׁוּעָה גְדוֹלָה וּפֻרְקָן כְּהַיּוֹם הַזֶּה                                                    | et pour ton peuple d'Israël, Tu as réalisé salut et délivrance comme en ce jour.                                                                                      |
| וְאַחַר־כֵּן בָּֽאוּ בָנֶֽיךָ לִדְבִיר בֵּיתֶֽךָ                                                                     | Ensuite, Tes fils sont venus dans le Débir de Ta maison, |
| וּפִנּוּ אֶת־הֵיכָלֶֽךָ וְטִהֲרוּ אֶת־מִקְדָּשֶֽׁךָ וְהִדְלִֽיקוּ נֵרוֹת בְּחַצְרוֹת קָדְשֶֽׁךָ                                           | ils ont nettoyé Ton palais, purifié Ton sanctuaire, allumé des lumières dans Tes saintes cours                                                                        |
| וְקָבְעוּ שְׁמוֹנַת יְמֵי חֲנֻכָּה אֵֽלּוּ לְהוֹדוֹת וּלְהַלֵּל לְשִׁמְךָ הַגָּדוֹל                                                | et fixé ces huit jours de Hanoucca pour rendre grâce et louange à Ton grand Nom.                                                                                      |
| À Pourim:                                                                                       | |
| בִּימֵי מָרְדְּכַי וְאֶסְתֵּר בְּשׁוּשַׁן הַבִּירָה                                                                    | Au temps de Mordekhaï et Esther, à Shoushan la capitale, |
| כְּשֶׁעָמַד עֲלֵיהֶם הָמָן הָרָשָׁע                                                                            | lorsque Haman le méchant s’est levé contre eux |
| בִּקֵּשׁ לְהַשְׁמִיד לַהֲרוֹג וּלְאַבֵּד אֶת־כָּל־הַיְּהוּדִים                                                            | et a demandé à détruire, tuer et exterminer tous les Juifs, |
| מִנַּֽעַר וְעַד־זָקֵן טַף וְנָשִׁים                                                                           | du jeune au vieux, enfants et femmes, |
| יוֹם אֶחָד בִּשְׁלוֹשָׁה עָשָׂר לְחֹֽדֶשׁ שְׁנֵים־עָשָׂר הוּא־חֹֽדֶשׁ אֲדָר                                                    | en un jour, au treizième du douzième mois, qui est le mois d’Adar, |
| וּשְׁלָלָם לָבוֹז                                                                                      | et de piller leur butin, |
| וְאַתָּה בְּרַחֲמֶיךָ הָרַבִּים הֵפַרְתָּ אֶת עֲצָתוֹ וְקִלְקַלְתָּ אֶת מַחֲשַׁבְתּוֹ וַהֲשֵׁבוֹתָ לּוֹ גְּמוּלוֹ בְרֹאשׁוֹ וְתָלוּ אוֹתוֹ וְאֶת בָּנָיו עַל הָעֵץ | Tu as alors, dans Ta grande bonté, rompu son conseil, gâché sa pensée et tu lui as rendu son salaire sur sa tête, et l’on pendit lui et ses fils sur l’arbre.         |